# Військова присяга
Військова присяга — встановлена у деяких державах законом урочиста клятва при прийнятті громадянина на військову службу у збройних силах цієї країни.
Військова присяга кожної країни має свій специфічний зміст, традиції та обряди її прийняття, що залежать від історично сформованих особливостей цього народу.             

## Історія
Ритуал прийняття військової присяги як клятви воїна на вірність своєму народові, Вітчизні існує з давніх-давен. На території сучасної України його започатковано у IX ст. з приходом на наші землі скандинавів [джерело?]. Саме від них було запозичено цей обряд. Вступаючи до дружини, воїни клялися князеві у своїй вірності, і після цього дружинники вважалися побратимами.
За княжої доби кожний полк і кожний його підрозділ мав прапор, труби, бубон — обов'язкові військові атрибути. Трубами та бубнами подавали сигнал до бою, до походу; прапор (стяг, хоругва) був символом і знаком, що об'єднував воїнів навколо князя. Усі прапори були однакової форми —: довге трикутне полотно на держаку. Відрізнялися вони забарвленням, зображеннями на них (зорі, місяць, знаки), а також тим, що прикріплялося на вершині держака (півмісяць, спис, волосся тощо). За прапорами пізнавали, чиє то військо. Коли прапор піднімали над військом — це був урочистий знак до початку бою. Оберігав його стяговик. Навколо прапора в бою йшла завзята боротьба, всі воїни були зобов'язані боронити свій прапор. Вважалося за доблесть здобути в бою ворожий прапор: це була перемога, тріумф. Піднятий догори прапор означав, що військо добре б'ється, що його не переможено.
Ритуал прийняття військової присяги на вірність Україні вперше був проведений Легіоном січових стрільців 3 вересня 1914 р.
12 березня 1919 року, іменем Директорії у Вінниці отаман Симон Петлюра затвердив присягу вояка армії Української Народної Республіки. «Клянусь честю громадянина Української Народньої Республіки і торжественно присягаю Всемогущому Богу вірно Українській Народній Республіці служити, слухняно повинуватися її верховній владі Діректорії, правительству і народній армії. Присягаю поважати і захищати накази і всякі препоручення їх по службі, точно їх виконувати супроти всякого ворога Української Народньої Республіки та трудящого люду, хто-б цей ворог не був і де тільки воля Верховної Республіканської влади буде вимагать: на воді, на суші, у воздусі, в день і ніч, в боях, наступах, в сутичках і всякого роду предприємствах, словом на кожному місці, у всяку пору і в кожнім випадку хоробро і мужньо до останньої краплі крові боротися. Своїх військових частин, прапорів і зброї ні в якому разі не кидати, з ворогом ні в які, навіть найменші, порозуміння, не входити, завжди поводитись так, як цього військові закони та честь воїна–лицаря вимагають, в цей спосіб і честь жити і честь умерти. В цьому мені, Святий Боже, моя любов до України Рідньої та народу, допоможи».
19 липня 1944 року наказом Головного військового штабу УПА була введена в дію Присяга вояка УПА. Вперше присягу прийняли вояки трьох сотень «Змії», «Булава» та «Леви» 5 серпня 1944 року. Присягу проводив шеф Головного військового штабу УПА.
6 грудня у 1991 році Верховна Рада України ухвалила закони України "Про оборону України" і "Про Збройні Сили України", а також постановою "Про текст Військової присяги" було затверджено текст Військової присяги, яку урочисто склав у Верховній Раді України перший міністр оборони України генерал-полковник Костянтин Морозов. Після цього, щорічно, 6 грудня святкують День Збройних Сил України.
23 грудня 55-й окремий лінійно-вузловий полк зв'язку (тоді ще 55-й окремий ордену Червоного Прапору Петроківський полк зв'язку) став першою окремою військовою частиною, яка офіційно присягнула на вірність народу України. Командир цієї військової частини Вілен Мартиросян став другим військовослужбовцем незалежної України, який склав присягу, затверджену 6 грудня Верховною Радою України, після Костянтина Морозова, який також склав присягу у Верховній Раді України 6 грудня.

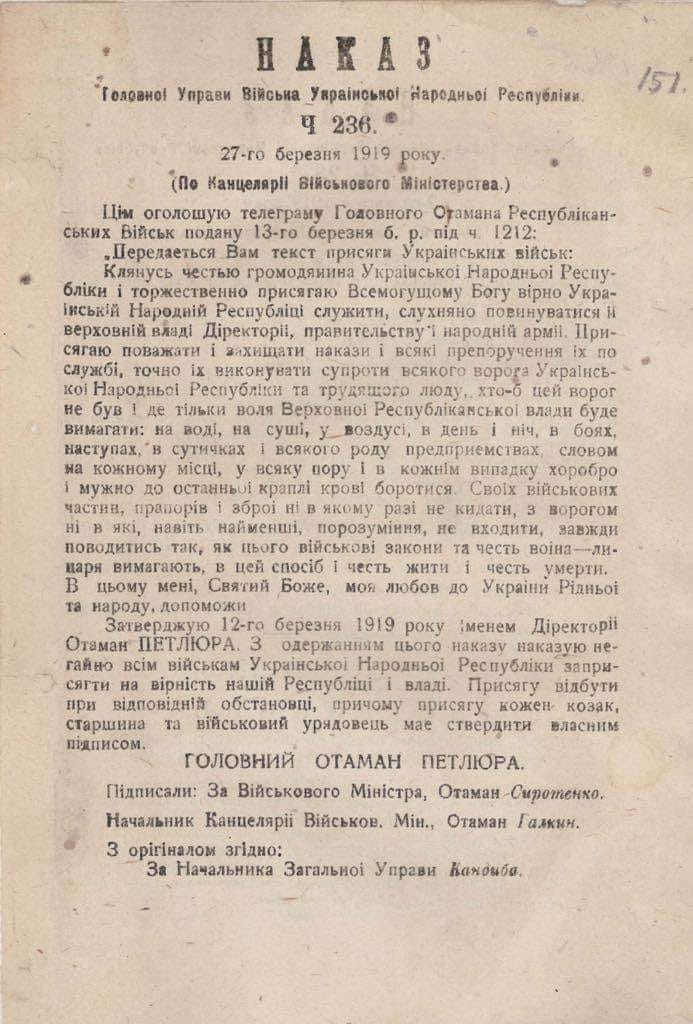
Присяга вояків Армії УНР (1919)

## Військова присяга України
Військова присяга — клятва на вірність Українському народові.
Військова присяга — документ юридичної сили, що має велике державне значення. У ній сформульовано найважливіші вимоги до воїна, які він має неухильно виконувати в інтересах національної безпеки України. Складаючи присягу, воїн ЗСУ присягає народові, державі бути вірним і відданим, як були вірними й відданами рідній землі козаки, Січові стрільці, воїни в роки Другої світової війни. Відданість народу, державі означає сумлінне виконання воїном обов'язків щодо захисту свободи та незалежності держави.

Зі здобуттям Україною незалежності, Постановою Верховної Ради України від 6 грудня 1991 року було затверджено текст Військової присяги, в якій були сформульовані найважливіші, на той час, вимоги, що висувалися до військовослужбовця та які він повинен був неухильно виконувати в інтересах національної безпеки України. Текст Військової присяги того часу зобов’язував:
Я, (прізвище, ім'я та  по  батькові),  вступаю  на  військову службу і урочисто клянусь народу  України  завжди  бути  вірним  і відданим йому, сумлінно і чесно виконувати  військовий  обов'язок, накази командирів, неухильно дотримуватись Конституції  і  законів України, зберігати державну і військову таємницю.
Я клянусь захищати українську державу,  непохитно  стояти  на сторожі її свободи і незалежності.
Я присягаю ніколи не зрадити народу України.
24 березня 1999 року, згідно із Законом України "Про Статут внутрішньої служби Збройних Сил України" (із змінами), текст Військової присяги було доповнено та змінено, тож він набув такого викладу:
 Я, (прізвище, ім’я та по батькові), вступаю на військову службу і урочисто присягаю Українському народові завжди бути йому вірним і відданим, обороняти Україну, захищати її суверенітет, територіальну цілісність і недоторканність, сумлінно і чесно виконувати військовий обов’язок, накази командирів, неухильно додержуватися Конституції України та законів України, зберігати державну таємницю.
Присягаю виконувати свої обов’язки в інтересах співвітчизників.
Присягаю ніколи не зрадити Українському народові!.
Громадяни України, які призвані або добровільно вступили на військову службу до Збройних Сил України, складають Військову присягу на вірність Українському народові в урочистих обставинах, зі зброєю в руках, біля Бойового прапора військової частини, перед строєм командирів і військовослужбовців.

## СРСР
Текст Військової присяги СРСР був затверджений 10 червня 1947 року.
Я, гражданин Союза Советских Социалистических Республик, вступая в ряды Вооруженных Сил, принимаю присягу и торжественно клянусь быть честным, храбрым, дисциплинированным, бдительным Воином, стойко переносить все тягости и лишения воинской службы, строго хранить военную и государственную тайну, беспрекословно выполнять все воинские уставы и приказы командиров и начальников.
Я клянусь добросовестно изучать военное дело, всемерно беречь военное и народное имущество и до последнего дыхания быть преданным своему Народу, своей Советской Родине и Советскому Правительству.
Я всегда готов по приказу Советского Правительства выступить на защиту моей Родины — Союза Советских Социалистических Республик и, как воин Вооруженных Сил, я клянусь защищать её мужественно, умело, с достоинством и честью, не щадя своей крови и самой жизни для достижения полной победы над врагами.
Если же я нарушу эту мою торжественную присягу, то пусть меня постигнет суровая кара советского закона, всеобщая ненависть и презрение трудящихся».
В 1975 році «всеобщая ненависть и презрение трудящихся» було змінено на «всеобщая ненависть и презрение советского народа».

А 13 грудня 1991 Президентом СРСР було затверджено інший варіант тексту Військової присяги.
Я, (фамилия, имя, отчество), торжественно присягаю на верность народу, обязуюсь свято соблюдать Конституцию и законы государства, воинские уставы, приказы командиров и начальников, добросовестно исполнять возложенные на меня обязанности. Клянусь быть преданным и достойным защитником своей Родины.